# Horn-Sonate (Beethoven)

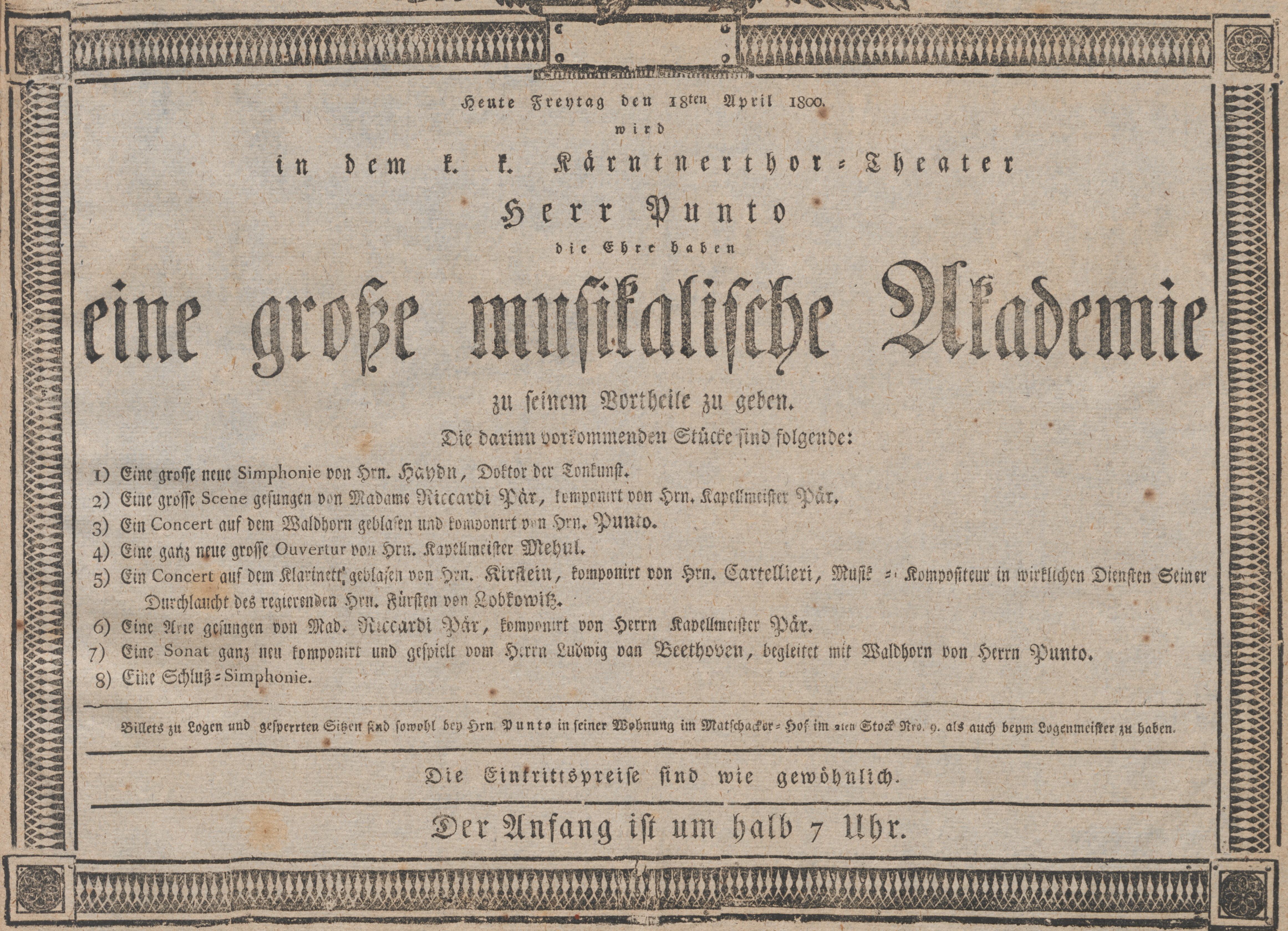
Anschlagzettel zur Uraufführung von Beethovens Hornsonate am 18. April 1800 (Wien, Österreichisches Theatermuseum)

Die Sonate F-Dur für Horn und Klavier op. 17 komponierte Ludwig van Beethoven im Jahre 1800 für den Hornvirtuosen Giovanni Punto. Sie gehört heute zur Standardliteratur für Waldhorn.

## Satzbezeichnungen
Das Werk besteht aus drei Sätzen mit den Bezeichnungen:
- Allegro moderato
- Poco adagio quasi andante
- Rondo. Allegro moderato

## Entstehung
Wie Beethovens Schüler Ferdinand Ries erzählt, hat Beethoven die Sonate erst einen Tag vor der Aufführung zu Papier gebracht: „Die Composition der meisten Werke, die Beethoven zu einer bestimmten Zeit fertig haben sollte, verschob er fast immer bis zum letzten Augenblick. So hatte er dem berühmten Hornisten Ponto (!) versprochen, eine Sonate (Opus 17) für Clavier und Horn zu componiren und in Ponto’s Concert mit ihm zu spielen; das Concert mit der Sonate war angekündiget, diese aber noch nicht angefangen. Den Tag vor der Aufführung begann Beethoven die Arbeit und beim Concerte war sie fertig.“

## Uraufführung
Die Uraufführung erfolgte am 18. April 1800 in einem Konzert, das Punto im Kärntnertor-Theater gab. Nach dem erhaltenen Anschlagzettel wurde das Konzert mit einer Sinfonie von Joseph Haydn eröffnet, gefolgt von einer Arie von Ferdinando Paër, einem Hornkonzert von Punto selbst, der Ouvertüre La chasse du Jeune Henri von Étienne-Nicolas Méhul, einem Klarinettenkonzert von Antonio Casimir Cartellieri und einer weiteren Arie von Paër. Erst danach, sozusagen als Höhepunkt, erklang die „Sonat ganz neu komponirt und gespielt vom Herrn Ludwig van Beethoven, begleitet mit Waldhorn von Herrn Punto“. Den Schluss machte eine nicht näher bezeichnete „Schluß-Simphonie“.
Der Wiener Korrespondent der Allgemeinen musikalischen Zeitung berichtet, dass das Werk so gut gefiel, dass Punto es gleich ein zweites Mal spielen musste:

„Der berühmte, und jezt wahrscheinlich größeste Waldhornist in der Welt, Herr Punto, (ein Böhme von Geburt, sein eigentlicher Name ist: Stich,) hält sich jezt in Wien auf. Er gab vor kurzem eine musikal. Akademie, in welcher sich vor allem eine Sonate für Fortepiano und Waldhorn, komponirt von Beethoven, und gespielt von diesem und Punto, so auszeichnete und so gefiel, daß, trotz der neuen Theaterordnung, welche das Da Capo und laute Applaudiren im Hoftheater untersagt, die Virtuosen dennoch durch sehr lauten Beyfall bewogen wurden, sie, als sie am Ende war, wieder von vorn anzufangen und nochmals durchzuspielen.“

Beethoven und Punto traten mit dem Werk noch zwei weitere Male an die Öffentlichkeit: am 7. Mai 1800 in Budapest, und am 30. Januar 1801 in Wien im Rahmen eines Wohltätigkeitskonzerts im großen Redoutensaal der Hofburg.

## Erstausgabe
Die Erstausgabe, die im Verlag von Tranquillo Mollo erschien, widmete der Komponist Josephine von Braun geb. von Högelmüller (1765–1838), der Frau des Hofbankiers Peter von Braun (1758–1819), der zu dieser Zeit Direktor beider Hoftheater war. Zugleich erschien eine Alternativfassung für Violoncello und Klavier.